# Grad Kolossi
Grad Kolossi je nekdanja križarska trdnjava na jugozahodnem robu vasi Kolossi 14 kilometrov zahodno od mesta Limassol na otoku Ciper. V srednjem veku je imel velik strateški pomen in je vseboval velike obrate za proizvodnjo sladkorja iz lokalnega sladkornega trsa, enega glavnih izvoznih izdelkov Cipra v tem obdobju. Prvotni grad je leta 1210 verjetno zgradila frankovska vojska, ko je deželo Kolossi kralj Hugh I. podaril vitezom reda svetega Janeza Jeruzalemskega.
Sosednja cerkev Agios Eustathios je služila kot grajska kapela.
Sedanji grad so leta 1454 zgradili hospitalci pod poveljnikom Kolossija, Louisom de Magnacom, katerega grb lahko vidite vklesan v stene gradu.
Zaradi rivalstva med frakcijami v križarskem Ciprskem kraljestvu so grad leta 1306 zavzeli vitezi templjarji, vendar so ga leta 1313 po ukinitvi templjarjev vrnili hospitalcem.
Grad je danes sestavljen iz ene same trinadstropne zgradbe (bivalno-obrambni grad) s pripadajočim pravokotnim ograjenim prostorom ali podgradjem približno 30 krat 40 metrov.
Poleg sladkorja je območje znano tudi po sladkem vinu Commandaria. Na poročnem banketu po poroki kralja Riharda I. Levjesrčnega z Berengarijo Navarsko v bližnjem Limasolu naj bi ga razglasil za »vino kraljev in kralja vin«. V regiji se proizvaja že tisočletja in velja za najstarejše vino na svetu, ki se nenehno proizvaja in imenuje, že stoletja znano kot Commandaria po tamkajšnjem velikem poveljstvu templjarjev.

## V literaturi
Grad Kolossi se pojavlja v številnih leposlovnih delih, vključno z La milicia de Dios španskega pisatelja Eduarda Garcíe-Ontiverosa Cerdeña. Pojavlja se tudi v Snow Wasted ciprskega avtorja Matthewa Malekosa in v romanih več britanskih pisateljev, vključno z Race of Scorpions: The House of Noccolo Dorothy Dunnett, In Search of Sixpence Michaela Paraskosa in Lionheart Stewarta Binnsa.

## Gallery
- Dvorana v notranjosti gradu
- Lusignanov ščit na vzhodni steni
- Lusignanski grb gradu Kolossi
- Kamin, grad Kolossi
- Kamin, grad Kolossi, relief lilije (Fleur-de-lis)
- Pogled iz okna gradu Kolossi
- Ruševine gradu Kolossi (Tovarna sladkorja)
- Ruševine gradu Kolossi
- Ruševine gradu Kolossi
- Pogled z vrha gradu Kolossi
- Jugovzhodni pogled na grad Kolossi
- Jugovzhodni pogled na grad Kolossi
- Glavna dvorana gradu Kolossi Ciper